# Aidesia
Aidesia (altgriechisch Αἰδεσία, auch latinisiert Aedesia) war eine spätantike Philosophin der neuplatonischen Schule. Sie lebte im 5. Jahrhundert n. Chr. in Alexandria.
In Alexandria war sie bekannt für ihre Philanthropie, Tugend und Schönheit. Aidesia war verwandt mit dem Neoplatoniker Syrianos und zunächst mit Proklos verlobt, allerdings war aufgrund seiner göttlichen Berufung zur Askese eine Heirat nicht möglich. Aidesia heiratete schließlich Hermeias, mit dem sie zwei Söhne hatte, Ammonios Hermeiou und Heliodoros. Nach dem Tod ihres Ehemannes begleitete sie ihre beiden Söhne zum Philosophiestudium nach Athen. Dort wurde ihr große Bewunderung zuteil aufgrund ihrer Klugheit und Frömmigkeit. Als Aidesia im hohen Alter starb, hielt der junge Damaskios eine Grabrede auf sie in Hexametern.